# Adamów (Lipsko)
Pour les articles homonymes, voir Adamów.
Adamów (prononciation : [aˈdamuf]) est un village polonais de la gmina de Sienno dans le powiat de Lipsko de la voïvodie de Mazovie dans le centre-est de la Pologne.
Il se situe à environ 7 kilomètres au sud de Sienno (siège de la gmina), 20 kilomètres au sud-ouest de Lipsko (siège du powiat) et à 135 kilomètres au sud de Varsovie (capitale de la Pologne).
Le village possède une population de 67 habitants en 2021.

## Histoire
De 1975 à 1998, le village appartenait administrativement à la voïvodie de Radom.